# 아시아 경마 연맹
아시아 경마 연맹(Asian Racing Federation, ARF)은 아시아, 오세아니아, 아프리카, 중동 전역의 29개 국가 경마 당국과 경주 관련 단체로 구성된 지역 연맹이다.
ARF는 공식적으로 국제경마연맹(IFHA)과 연결되어 있다. 오스트레일리아, 홍콩, 일본은 IFHA 집행위원회에서 ARF를 대표하는 영구 의석을 갖고 있으며, ARF는 IFHA 집행위원회에서 두 명의 순환직 중 하나를 지명한다.
ARF는 1960년 아시아 경마 회의(Asian Racing Conference, ARC)로 창설되었으며, 2001년 제28회 ARC에서 상설기구로 정식 출범하였다.
집행위원회는 매년 4회 회의를 가지며 Winfried Engelbrecht-Bresges GBS JP가 의장을 맡고 있다.
ARF는 홍콩에 중앙 사무국을 두고 있다.